# 神劍無敵
《神劍無敵》是1990年在台湾臺視播出的特摄剧，劇情與1986年台湾華視播出的特摄剧遊俠龍捲風相似。起於天庭上紫微星君（玉尚）和太陰星君（茅瑛）對人性善惡的歧見，二人奉玉帝之命下凡做「陰陽善惡的比試」，於是便在人間展開了一場場正邪間的對決。

## 演员
紫微星君／龍浩天：玉尚
素素：呂盈瑩
太陰星君／魔天陰后：茅瑛
張光禧
楊雄
徐雙霞

## 主題曲
片頭曲：〈孤飛的鷹〉

作詞：娃娃

作曲：鈕大可

主唱：張為

片尾曲：〈濕透的回憶〉

作詞：林秋離

作曲：史俊鵬

主唱：張長綾